# Haapanen (sjö i Jorois, Södra Savolax)
Haapanen är en sjö i kommunen Jorois i landskapet Södra Savolax i Finland. Arean är 41 hektar och strandlinjen är 3,24 kilometer lång. Sjön  ingår i Vuoksens huvudavrinningsområde.   Den ligger omkring 45 kilometer nordöst om S:t Michel och omkring 250 kilometer nordöst om Helsingfors. 